# El Clan de los Poe
El Clan de los Poe (ポーの一族 Pō no Ichizoku?) es una serie japonesa de manga escrita e ilustrada por Moto Hagio. Fue serializada en las revistas manga Bessatsu Shōjo Comic y Shūkan Shōjo Comic desde 1972 a 1976, mientras un resurgimiento de la serie ha sido serializado en Flowers desde 2016. El manga está compuesto por una serie de historias no cronológicas ambientadas entre los siglos XVIII y XXI, y que siguen la vida de Edgar Portsnell, un joven vampiro.
Ha sido recopilado en siete volúmenes tankōbon por la editorial Shogakukan, y fue la primera serie de manga shōjo publicada por la compañía en este formato. El Clan de los Poe se ha adaptado varias veces, en particular como drama radiofónico, una serie de audiodramas en formato CD, un drama de televisión de acción real y una obra teatral por la compañía Takarazuka Revue. Fue un éxito comercial y de crítica desde su lanzamiento, ganando el premio Shogakukan en 1976. La serie influyó significativamente en el manga shōjo, el género shōnen-ai (romance masculino-masculino) y la literatura vampírica.

## Sinopsis

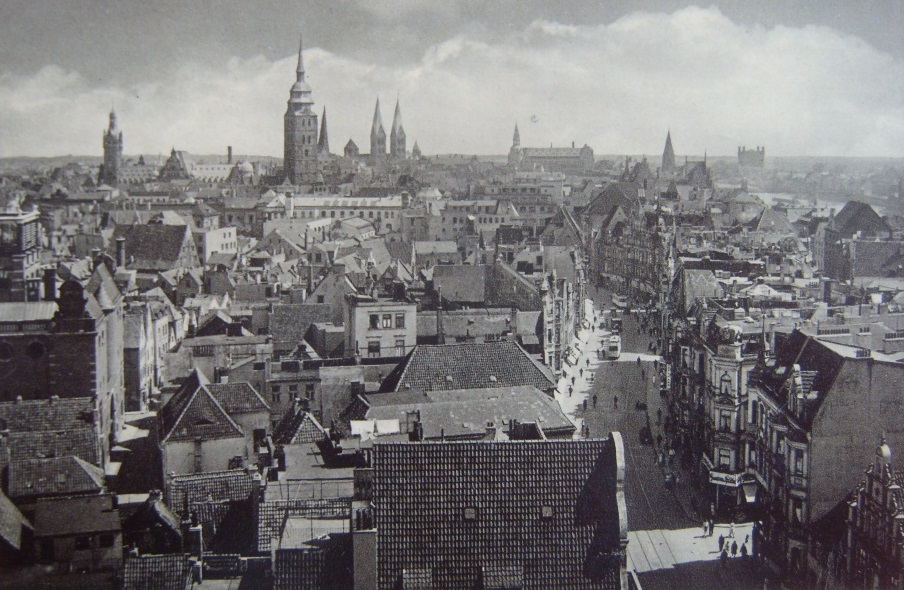
La ciudad de Bremen en 1939; el capítulo «El Diario de Glensmith» transcurre en la ciudad entre 1922 y 1959.

El Clan de los Poe se compone de una serie de historias no cronológicas ambientadas en Europa, principalmente en Inglaterra y Alemania, entre los siglos XVIII y XXI. La serie narra la vida de Edgar Portsnell y sus dos compañeros de viaje: su hermana menor Marybelle Portsnell y su amigo Alan Twilight. Los tres son miembros del clan Poe principal, un grupo de «vampirnellas» inmortales (vampiros) que no envejecen y subsisten con sangre humana.
El clan mantiene un código estricto en cuanto a la conversión de humanos sólo cuando han alcanzado la edad adulta, pero por una confluencia de circunstancias, Edgar se convierte en una vampirnella a la edad de catorce años. Edgar descubre que está aislado tanto del mundo humano como resultado de su inmortalidad, como de las vampirnellas adultas del clan debido a su cuerpo eternamente adolescente.Superado por la soledad, convierte a Marybelle cuando ella tiene trece años, solo para encontrar su soledad reemplazada por el remordimiento de haberle quitado la humanidad a su hermana; él promete dedicar su vida a su felicidad y bienestar.
Varias décadas más tarde Marybelle conoce y se enamora de Alan, quien en ese momento es un adolescente humano. Poco después, ella y los padres adoptivos de Edgar son asesinados por humanos que descubren su naturaleza vampirnella. Edgar está abrumado por el dolor; Alan, quien desesperado al enterarse de que se casará en un matrimonio arreglado, acepta ser convertido por Edgar. Los dos muchachos forman un compañerismo cercano, y la serie sigue sus hazañas durante el siglo siguiente. Si bien los detalles de las aventuras de Edgar y Alan varían, la serie explora ampliamente el concepto del tiempo desde las perspectivas conflictivas de la mortalidad y la inmortalidad: la primera representada por los humanos que encuentran, para quienes representan el sueño de la eterna juventud; y el último representado por Edgar, que debe vivir con «la soledad de la vida eterna».

## Personajes principales
Edgar Portsnell (エドガー・ポーツネル Edogā Pōtsuneru?)
Nacido en 1740 como Edgar Evans, siendo uno de los dos hijos ilegítimos una aristócrata Británica. Edgar y su hermana Marybelle son abandonados de niños en un bosque, expuestos a una muerte segura; cuando son encontrados por Hannah Poe, una mujer que los lleva y cría en su mansión. Cuando tiene once años, Edgar descubre que los habitantes de la mansión son vampirnellas, y que él se convertirá en uno cuando llegue a adulto. Pero cuando los aldeanos descubren el secreto de la mansión, el clan es obligado a huir, y Edgar es precipitadamente convertido a la edad de catorce años.
Marybelle Portsnell (メリーベル・ポーツネル Merīberu Pōtsuneru?)
La hermaba de Edgar, nacida en 1744 como Marybelle Evans. Es convertida en vampirnella por Edgar a la edad de trece años. En 1879 es asesinada por John Clifford, un doctor que descubre la verdad sobre su identidad vampirnella.
Alan Twilight (アラン・トワイライト Aran Towairaito?)
Un joven adolescente a quien Edgar y Marybelle conocen en Londres en 1879. Es convertido en vampirnella por Edgar a la edad de catorce años.

## Desarrollo

### Contexto

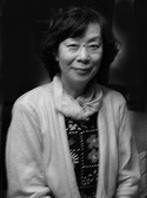
Moto Hagio en 2008

Japón no tiene una tradición de literatura vampírica; el arquetipo fue importado de obras de ficción occidental a partir de la década de 1930. La crítica de ciencia ficción Mari Kotani ha argumentado que en Japón, el vampiro como figura específicamente occidental, representa un "otro" hostil, particularmente después de la Segunda Guerra Mundial y la subsiguiente ocupación de Japón por los Estados Unidos. Sin embargo, Kotani señala que en el manga shōjo (manga femenino), occidente a menudo se representa como idealizado y utópico, generalmente como resultado de la influencia cultural del cine de Hollywood, la literatura estadounidense y la moda occidental; la figura del vampiro, como producto cultural occidental, se ve así positivamente en este contexto shōjo .
En su juventud, a Moto Hagio no le gustaban las historias de vampiros, ya que eran representados como "villanos que atacan a los seres humanos". En 1962, el artista de manga Shotaro Ishinomori publicó el manga one-shot Mist, Rosas y Estrellas, una historia de ciencia ficción sobre la trágica vida de una chica vampiro, en la revista de manga Shōjo Club. Hagio se inspiró en el manga y comenzó a concebir su propia "hermosa historia de vampiros" sobre un vampiro que "anhela volver a una existencia humana normal" pero es "rechazado por la humanidad".
En 1971, Hagio publicó The November Gymnasium, un one-shot sobre una escuela masculina escrito como una adaptación temprana de su serie posterior El Corazón de Thomas. La historia hizo que Hagio se diera cuenta que prefería escribir historias sobre protagonistas masculinos y, por lo tanto, decidió que el protagonista de su historia de vampiros fuera un niño. Creó el término "vampirnella" después de leer mal una palabra mientras buscaba términos que pudieran usarse como sustituto de "vampiro"; atraída por el sonido vagamente italiano de su invento, lo adoptó para la serie. Al mismo tiempo, Hagio había desarrollado un interés por los disfraces; comenzó a escribir El Clan de los Poe después de inspirarse en la idea de una historia sobre un protagonista inmortal que usa un atuendo de diferentes períodos históricos a lo largo de su vida.

### Publicación original
Hagio hizo su debut como artista de manga en 1969; en 1972 todavía se la consideraba una novata y, por lo tanto, sólo su editor Junya Yamamoto le permitió publicar one-shots cortos. Hagio originalmente concibió El Clan de los Poe como una trilogía, con cada parte compuesta de aproximadamente cien páginas y ambientadas respectivamente en los siglos XVIII, XIX y XX. Para publicar la historia bajo estas limitaciones editoriales, adoptó dos estrategias: primero, comenzó a escribir el manga como una serie de one-shots que funcionaban como historias independientes, pero que presentaban narraciones interrelacionadas y con personajes recurrentes. En segundo lugar, centró los primeros capítulos en Marybelle y otros personajes femeninos, ya que las historias de manga shōjo con protagonistas masculinos eran menos aceptadas en esta época.
En la edición de febrero de 1972 de Bessatsu Shōjo Comic, Hagio anunció que comenzaría a publicar en la revista una historia sobre vampirismo; el anuncio tomó la forma de un poema ilustrado que mostraba a Edgar y Marybelle entrelazados. Limpid Locks of Silver, el primer capítulo de lo que se convertiría en  El Clan de los Poe, se publicó en el número posterior de marzo de 1972. Hagio escribió varios one-shots de manga no relacionados en los siguientes números de la revista antes de publicar el segundo capítulo en julio de 1972. Tras la publicación del tercer capítulo en agosto de 1972, Yamamoto se dio cuenta de que Hagio estaba creando una serialización; Ante esto, permitió que El Clan de los Poe continuara como una serie oficial, lo que permitió a Hagio publicar libremente su trilogía originalmente planeada.
Hagio concluyó su trilogía original en julio de 1973, pero comenzó a concebir nuevos capítulos para la serie durante su serialización; pasó el año siguiente desarrollando nuevas ideas antes de lanzar su próxima serialización, El Corazón de Thomas, en mayo de 1974. En junio de 1974, Shogakukan lanzó su sello literario Flower Comics, que publica ediciones tankōbon (volumen completo). de manga shōjo serializado en las revistas de la compañía; El Clan de los Poe fue la primera serie manga que se lanzó bajo el sello. La edición tankōbon agotó su tirada inicial de 30.000 copias en tres días, un volumen de ventas sin precedentes en ese momento para una serie de manga shōjo que no se había adaptado a un anime. Shogakukan animó a Hagio a concluir el entonces impopular El Corazón de Thomas para centrarse en El Clan de los Poe, aunque Hagio insistió en continuar la serie.
Completó El corazón de Thomas en diciembre de 1974; en ese mismo número, Bessatsu Shōjo Comic publicó un nuevo poema ilustrado de Hagio anunciando la publicación de nueve nuevos capítulos de El Clan de los Poe. La serie reanudó su publicación en enero de 1975, con ocho capítulos publicados en Bessatsu Shōjo Comic y un capítulo en Shūkan Shōjo Comic, con el último capítulo de la serie publicado en junio de 1976.

### Resurgimiento
Tras la conclusión de El Clan de los  Poe en 1976, Hagio rechazó repetidamente las solicitudes para crear nuevos capítulos de la serie. Al cumplirse el 60 aniversario en 2009, Hagio comenzó a temer que ya no podría escribir manga debido al deterioro de su salud, y su amiga y escritora de ciencia ficción Baku Yumemakura la convenció de crear El Clan de los Poe: un sueño de primavera (春の夢 Poe no Ichizoku: Haru no Yume?), una secuela de tomo único del manga. Haru no Yume se publicó el 28 de mayo de 2016 en la edición de julio de la revista manga de Shogakukan Flowers, marcando el 40 aniversario de la conclusión de la serie original. Shogakukan imprimió 50.000 copias del número, un aumento de la publicación normal de la revista de 33.000; el número se agotó en un solo día, lo que provocó una segunda impresión de 15.000 números. Posteriormente, la autora escribió un capítulo adicional de Haru no Yume, que se publicó en la edición de mayo de 2017 de Flowers; ambos capítulos fueron compilados como un volumen recopilatorio publicado en julio de 2017.
Hagio ha seguido creando secuelas adicionales tras la conclusión de Haru no Yume :
- Unicornio (ポーの一族 ユニコーン Poe no Ichizoku: Unicorn?), que comenzó a serializarse en la edición de mayo de 2018 de Flowers antes de hacer una pausa después de la edición de julio de 2018. La serie regresó en la edición de marzo de 2019 y concluyó en la edición de junio de 2019. Unicorn se recopiló como una tapa dura lanzada en julio de 2019.[20]
- El Jardín Secreto (ポーの一族 秘密 の 花園 Poe no Ichizoku: Himitsu no Hanazono@s?), cuyo primer capítulo se publicó en Flowers en la edición de mayo de 2019.[20] La serie hizo una pausa de inmediato y regresó en la edición de junio de 2020.[21] Su segundo y último volumen se envió en noviembre de 2021.[22]
- Odio los Lunes (ポーの一族 月曜日はキライ Poe no Ichizoku: Getsuyōbi wa Kirai?)  un breve one-shot cómico, se publicó en la edición de julio de 2020 de Flowers el 28 de mayo de 2020.[23]
- Pandora Azul (ポーの一族 青のパンドラ Poe no Ichizoku: Ao no Pandora?), que comenzó a serializarse en la edición de julio de 2022 de Flowers el 27 de mayo de 2022.[24]

## Medios

### Manga

#### Capítulos
La siguiente es una lista de capítulos del El Clan de los Poe. Los siguientes capítulos se serializaron originalmente en Bessatsu Shōjo Comic :
- Solos en 1971 (1971年のひとりごと 1971-nen no Hitorigoto?), febrero de 1972
- Mechones de Plata (すきとおった銀の髪 Sukitōtta Gin no Kami?), marzo de 1972
- La Aldea de los Poe (ポーの村 Poe no Mura?), julio de 1972
- El Diario de Glensmith (グレンスミスの日記 Glensmith no Nikki?), agosto de 1972
- El Clan de los Poe (ポーの一族 Poe no Ichizoku?), septiembre – diciembre de 1972
- Marybelle y la Rosa de Plata (メリーベルと銀のばら Marybelle to Gin no Bara?), enero – marzo de 1973
- El Nido de Pájaro (小鳥の巣 Kotori no Su?), abril – julio de 1973
- La Leyenda de los Poe (ポーの伝説に寄せて 'Poe no Densetsu ni Yosete'?), diciembre de 1974
- La Decisión de los Evans (エヴァンズの遺書 'Evans no Isho'?), enero – febrero de 1975
- Penny Rain (ペニー・レイン?), mayo de 1975
- Los Bosques de Liddell (リデル・森の中 'Liddell, Mori no Naka'?), junio de 1975
- Lampton nos lo dijo (ランプトンは語る 'Rampton wa Kataru'?), julio de 1975
- Piccadilly Shichiji (ピカデリー7時?  "Piccadilly 7pm"), agosto de 1975
- El Sombrero de Holmes (ホームズの帽子 'Holmes no Bōshi'?), noviembre de 1975
- Una Semana (一週間 'Isshūkan'?), diciembre de 1975
- Edith (エディス?), abril – junio de 1976

El siguiente capítulo se serializó originalmente en Shūkan Shōjo Comic :
- Flores y Pájaros en Tierras Lejanas (はるかな国の花や小鳥 'Harukana Kuni no Hana ya Kotori'?), septiembre de 1975

Los siguientes capítulos se serializaron originalmente en Flowers :
- Un Sueño de Primavera (はるかな国の花や小鳥 'Haru no Yume'?), julio de 2016 – julio de 2017
- Unicornio (ユニコーン 'Unicorn'?), julio de 2018 – junio de 2019
- El Jardín Secreto (秘密の花園 'Himitsu no Hanazono'?), julio de 2019 – noviembre de 2021
- Odio los Lunes (月曜日はキライ 'Getsuyōbi wa Kirai'?), julio de 2020
- Pandora Azul (ポーの一族 青のパンドラ 'Ao no Pandora'?), julio de 2022 – presente.

#### Recopilaciones
El Clan de los Poe se ha recopilado en siete volúmenes tankōbon publicados por Shogakukan bajo el sello Flower Comics, con el primer volumen publicado el 28 de mayo de 1974 y el último volumen publicado el 11 de agosto de 1976. Fue el primer manga shōjo de Shogakukan jamás publicado en formato comercial de bolsillo. Shogakukan luego relanzó la serie completa en tres volúmenes bunkoban el 17 de julio de 1998, y luego nuevamente en dos volúmenes de prohibición amplia el 26 de noviembre de 2007 y diciembre. 21, 2007, respectivamente; y finalmente, en dos volúmenes de "edición premium" lanzados el 26 de febrero de 2019.
El manga tiene licencia en español por Ediciones Tomodomo.

### Audiodramas
NHK-FM produjo una adaptación radiofónica en seis partes de El Clan de los Poe que se emitió en Japón del 1 al 6 de enero de 1980. La adaptación fue dirigida por Tokio Ōtani a partir de un guion escrito por Jun Takada. Radio Kansai produjo una adaptación radiofónica de la serie que se emitió el 6 de octubre de 2007; el drama fue protagonizado por Romi Park como Edgar y Mitsuki Saiga como Alan.
Shogakukan lanzó una serie de seis CD de audio que adaptan el manga desde diciembre de 2007 hasta mayo de 2008. Cada volumen cubría una generación diferente de la familia Poe y estaba protagonizado por Romi Park como Edgar, Mitsuki Saiga como Alan y Yuka Inokuchi como Marybelle.
El sello E-Star lanzó una adaptación de audio del manga el 22 de marzo de 2013. Está protagonizada por Yoshitsugu Matsuoka como Edgar, Takuya Eguchi como Alan.

### Drama televisivo de acción real
En febrero de 2016, TV Asahi anunció que produciría una adaptación dramática televisiva del manga junto con Production IG y Atmovie. Con una historia original escrita por Katsuhide Suzuki y dirigida por Katsuyuki Motohiro Extraño: Revelando el incidente del monstruo (ストレンジャー〜バケモノが事件を暴く〜 Stranger ~Bakemono ga Jiken wo Abaku~?),  que comparte la misma cosmovisión del manga de Hagio. Su único episodio fue transmitido el 27 de marzo de 2016, y sigue a Akira Misugi (Shingo Katori), un médico de la era Taishō que es transformado en una vampirnella por María ( Ayami Nakajō ), una niña descendiente de una vampirnella, cuando intenta suicidarse por la muerte de su esposa e hijo.

### Teatro
En 2018, la Flower Troupe de Takarazuka Revue, compuesto exclusivamente por mujeres, adaptó un capítulo del manga en un musical teatral titulado Musical Gótico: El Clan de los Poe (ミュージカル・ゴシック『ポーの一族』 Myūjikaru Goshikku: Pō no Ichizoku?) . Fue escrito y dirigido por Shūichirō Koike, quien originalmente se acercó a Hagio para crear un musical en 1985. El musical se presentó en el Gran Teatro Takarazuka del 1 de enero al 5 de febrero de 2018 y luego en el Teatro Takarazuka de Tokio del 16 de febrero al 25 de marzo de 2018. Su actuación final se transmitió en vivo en los cines de Japón, Hong Kong y Taiwán. Una actuación filmada en enero en el Gran Teatro Takarazuka se lanzó en Blu-ray y DVD en Japón el 20 de marzo de 2018.
En 2021, Shūichirō Koike dirigió una reposición del Musical Gótico: El Clan de los Poe, esta vez con un elenco compuesto por hombres y mujeres. El musical se presentó en el Umeda Arts Theatre de Osaka del 11 al 26 de enero de 2021; luego en el Foro Internacional de Tokio del 3 al 17 de febrero de 2021; y finalmente, en el Misono-za en Nagoya del 23 al 28 de febrero de 2021. Varias actuaciones se transmitieron en línea como eventos de pay-per-view el 7 de febrero, el 13 de febrero y el 28 de febrero de 2021. La actuación final del musical se transmitió en vivo en los cines de Japón, Hong Kong y Taiwán; también se transmitió en línea en Hong Kong y Taiwán. Una actuación filmada se lanzó en DVD en Japón el 9 de julio de 2021.

## Recepción y legado

### Crítica
Al revisar El Clan de los Poe para The Comics Journal, Helen Chazan escribe que si bien la serie "no es tan consistente y refinada como en los cómics posteriores [de Hagio]", elogia su narrativa que gradualmente "crece de una historia corta de bajo riesgo a una historia compleja" y "que en manos de un escritor menos talentoso sería de género olvidable". Shaenon K. Garrity está de acuerdo en Otaku USA en que, si bien los primeros capítulos de El clan de los Poe son "desiguales y, a veces, difíciles de seguir", elogia el "dominio de la composición, la emoción y la narración visual" de la serie, describiéndola como un "clásico de terror gótico moderno". Rebecca Silverman elogia de manera similar la obra de arte y la historia de la serie en su reseña para Anime News Network, comparándola con My Platonic Sweetheart de Mark Twain y el concepto japonés de mono noware.

### Ventas y reconocimientos
A partir de 2016, las ediciones recopiladas de la obra han vendido en conjunto unas 3,5 millones de copias. La serie ganó el veintiún Premio Manga de Shogakukan en 1975, junto con su otra obra ¿Quién es el Undécimo Pasajero? y Golgo 13 de Saito Takao. Haru no Yume ocupó el segundo lugar en la lista de los 20 mejores manga para lectoras femeninas en la edición de 2018 de Kono Manga ga Sugoi! de la guía Takarajimasha, mientras que Unicornio ocupó el sexto lugar en la misma lista en la edición de 2020 de la guía. Unicornio también ocupó el puesto 19 en la lista de "Libro del año" de 2019 en la revista Da Vinci de Kadokawa Media Factory. En 2019, El Clan de los Poe apareció en la exposición de manga del Museo Británico de Londres, que llamó a la serie "representante [del manga shōjo] de la época". En 2020, la traducción al inglés del manga fue nominada al premio Eisner a la mejor edición estadounidense de material internacional: Asia y al premio Harvey al mejor manga. En 2021, TV Asahi anunció los resultados de una encuesta que clasificaba a los 100 mejores manga de todos los tiempos, decidida por 150 000 votantes en todo Japón; El Clan de los Poe ocupó el puesto 34 en la lista.

### Impacto
Junto con La Rosa de Versalles de Riyoko Ikeda, El Clan de los Poe fue una de las primeras obras de manga shōjo en ser elogiada y considerada seriamente por los críticos de manga. El manga shōjo generalmente se percibía como frívolo y de baja calidad, una actitud que cambió como resultado de los trabajos del grupo del 24, una agrupación de artistas femeninas de shōjo que surgió en la década de 1970 y de la cual Hagio era un miembro destacado. La serie influyó particularmente en la literatura vampírica como una de las primeras obras en representar a los vampiros como románticos y trágicos en lugar de depredadores, y en el género shōnen-ai (romance masculino-masculino) en su interpretación de la relación ambiguamente homoerótica entre Edgar y Alan. Su éxito comercial y de crítica atrajo la atención de lectores masculinos que normalmente no leían manga shōjo, en particular de los escritores de ciencia ficción Baku Yumemakura y Azusa Noa, cuyas obras están influenciadas por la obra a través de su interpretación del homoerotismo y bishonen .